# Enochrus coarctatus
Enochrus coarctatus – gatunek chrząszcza z rodziny kałużnicowatych i podrodziny Enochrinae. Zamieszkuje Europę i Azję Północną.

## Taksonomia
Gatunek ten opisany został po raz pierwszy w 1863 roku przez Vinzenza Marię Gredlera pod nazwą Philhydrus coarctatus.

## Morfologia
Chrząszcz o podługowato-owalnym, umiarkowanie wysklepionym ciele długości od 3,8 do 4 mm, szerszym i rzadziej punktowanym niż u E. affinis i E. nigritus. Głowa jest czarna z wyraźnymi, dużymi, trójkątnymi, żółtymi plamkami przed oczami. Warga górna u samca jest jaśniejsza niż u samicy. Znacznie dłuższe od czułków głaszczki szczękowe są żółte z ostatnim członem przyczernionym co najwyżej pośrodku, natomiast u szczytu jasnym; długość członu ostatniego jest znacznie mniejsza niż przedostatniego. Przedplecze jest brudnożółte z brązowym przyciemnieniem pośrodku, rozciągającym się pomiędzy czterema czarniawymi plamkami. Pokrywy są brudnożółte z przyczernieniem między szwem a rzędem przyszwowym oraz jaśniejszą smugą na zewnątrz tego przyczernienia. Spód ciała ubarwiony jest czarno. Odnóża są rdzawoczerwone z przyciemnionymi udami i goleniami. U samca pazurki przednich odnóży są silnie, hakowato zakrzywione. Odwłok ma ostatni z widocznych sternitów opatrzony pośrodku tylnej krawędzi drobnym, półokrągłym, orzęsionym wcięciem. Genitalia samca cechują się edeagusem o szerokim i krótkim płacie środkowym oraz wierzchołkach paramer nieco zakrzywionych do wewnątrz.

## Ekologia i występowanie
Owad wodny, zarówno w stadium larwalnym, jak i dorosłym. Rozmieszczony jest od nizin po niższe położenia górskie, przy czym na nizinach jest zdecydowanie liczniejszy niż w górach. Zasiedla rozmaite zbiorniki wody stojącej, preferując te o kwaśnym odczynie.
Gatunek palearktyczny, znany z Irlandii, Wielkiej Brytanii, Francji, Belgii, Holandii, Niemiec, Szwajcarii, Austrii, Włoch, Danii, Szwecji, Norwegii, Finlandii, Estonii, Łotwy, Litwy, Polski, Czech, Słowacji, Węgier, Białorusi, Bułgarii, Chorwacji,  Bośni i Hercegowiny, Grecji oraz europejskiej, syberyjskiej i dalekowschodniej części Rosji.